# Xanthocnemis
Xanthocnemis – rodzaj ważek z rodziny łątkowatych (Coenagrionidae).
Należą do niego następujące gatunki:
- Xanthocnemis tuanuii
- Xanthocnemis zealandica